# 白點刺鼻單棘魨
白點刺鼻單棘魨，又稱白點前孔魨，為輻鰭魚綱魨形目鱗魨亞目單棘魨科的其中一種，分布於西太平洋區，從美國佛羅里達至巴西聖保羅海域，棲息深度2-40公尺，本魚成魚是褐色，具有或者沒有許多突出的白色斑點在身體與頭部上，尾鰭黑色，中央有白色橫帶，基部有2個不明顯的白色斑點，背鰭硬棘2枚，背鰭軟條34-36枚，臀鰭軟條29-32枚，體長可達46公分，棲息在珊瑚礁區，成對活動，以珊瑚、海綿、藻類為食，生活習性不明，可作為觀賞魚。

## 扩展阅读
維基物種上的相關：白點刺鼻單棘魨